# Ohio-Klasse
Die Ohio-Klasse ist eine Schiffsklasse der United States Navy und umfasst die 18 größten atomar angetriebenen U-Boote der Vereinigten Staaten. Sie entstand im Kalten Krieg als Träger für Interkontinentalraketen (kurz SLBM für Submarine Launched Ballistic Missile); die Boote gehören also zu der Gruppe der Raketen-U-Boote. Die offizielle Bezeichnung der Boote in der US Navy ist Ship Submersible Ballistic Nuclear, abgekürzt SSBN. Bis heute sind die Boote ein wichtiger Bestandteil der US-amerikanischen Politik der nuklearen Abschreckung, die Ohio-Klasse wird bis weit ins 21. Jahrhundert hinein die einzige SSBN-Klasse der US Navy bleiben. Ende der 2020er-Jahre werden die U-Boote das Ende ihrer Lebensdauer erreicht haben.
Nach dem Ende des Kalten Krieges ging der Bedarf an U-Booten mit Interkontinentalraketen zurück. Seit 2003 wurden daher vier der Boote der Klasse für den Abschuss von Marschflugkörpern umgerüstet. Diese Boote werden als SSGN (für Ship Submersible Guided Missile Nuclear) geführt.

## Geschichte

### Planung und Entwicklung

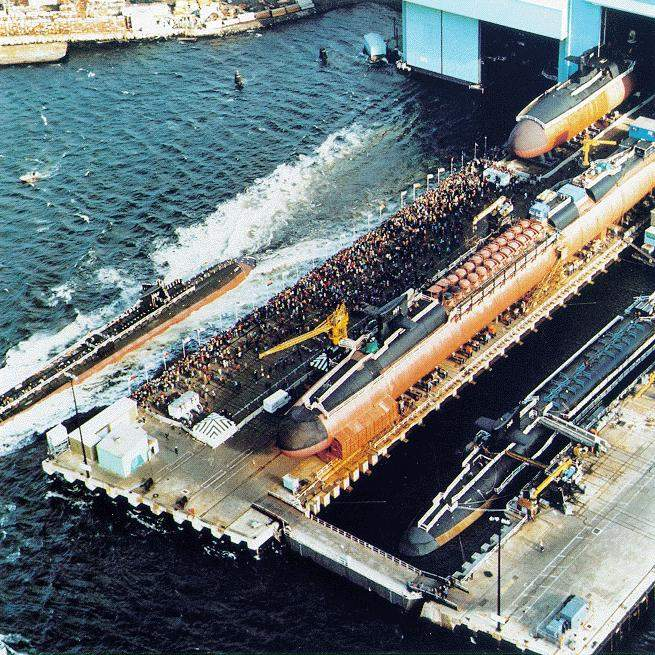
Mittig die Michigan während des Baus, rechts davon die Ohio. Halb in der Halle: Florida

Die United States Navy startete die Planung für eine neue SSBN-Klasse in den späten 1960er-Jahren. Parallel dazu trieb sie den Bau einer neuen von U-Booten zu startenden Interkontinentalrakete (Submarine-launched ballistic missile, kurz SLBM) voran, die erheblich größere Reichweiten als die Vorgängermuster aufweisen sollte. Daraus entwickelten sich die Ohio-Klasse und die von ihr getragene Interkontinentalrakete Trident. Die zuerst in Dienst genommene Trident-Version C4 war hierbei noch eine Übergangslösung, die auch auf älteren Booten nachgerüstet werden sollte. Die Weiterentwicklung, genannt Trident II oder kurz D5, würde aber nur noch auf den Ohios eingesetzt werden können. Ursprünglich war der Bau von zehn Booten der Klasse vorgesehen, im Zuge des globalen Wettrüstens – noch vor der ersten Auslieferung – plante die US Navy dann aber bis zu 16 Einheiten, 1989 gar 24. Im Jahr 1991 wurde im Hinblick auf die Auswirkungen der Rüstungsbegrenzungsgespräche START I entschieden, die Klasse mit den 18 Booten abzuschließen, die bisher genehmigt waren.
1974 wurde das erste Boot der Klasse in Auftrag gegeben; die ausführende Werft war die in Groton, Connecticut ansässige Werft Electric Boat (EB), die zum General-Dynamics-Konzern gehört. Um 1977 war die Auslieferung der ersten Einheit geplant, tatsächlich verzögerte sich die Indienststellung des Leitschiffs der Klasse um vier Jahre und fand erst Ende 1981 statt. Dessen ungeachtet gingen alle weiteren Aufträge ebenfalls an EB. Die letzte Einheit der Klasse wurde dort 1997 fertiggestellt.
Die Boote wurden in Modularbauweise hergestellt. Dabei wurden mehrere Sektionen einzeln gefertigt und in der Werft zusammengeschweißt. Die einzelnen Sektionen waren zu diesem Zeitpunkt auch im Inneren bereits teilweise ausgerüstet, so dass nach dem Vereinigen nur noch Kabel, Luftschächte und Ähnliches verlegt werden mussten. Durch diese Bauweise wurde die Arbeitszeit der Werftarbeiter im engen Inneren der Boote so weit wie möglich reduziert.
Die Kosten für die erste Einheit wurden 1974 mit 780 Mio. US-Dollar veranschlagt, die achte Einheit 1980 bereits mit 1,12 Mrd. Dollar. 1985 waren die Kosten für ein Boot bereits auf 1,8 Mrd. Dollar angestiegen. Hauptgründe hierfür waren die hohe Inflationsrate infolge der Ölkrisen 1973 und 1980 und die von EB gehaltene Monopolstellung beim Bau der Boote.
Die Benennung der Boote stellte ein Novum dar: Erstmals wurde U-Booten eine Einstufung als wichtige Einheiten (engl.: capital ships) der US-Flotte zuerkannt. Nur solche Einheiten erhalten in der Tradition der Namensgebung der US Navy die Namen von US-Bundesstaaten. Vor den Ohios erhielten lediglich Schlachtschiffe und einige Atomkreuzer solche Namen. Eine Ausnahme bildet SSBN-730, die eigentlich Rhode Island heißen sollte, dann aber zu Ehren des kurz vor der Schiffstaufe verstorbenen US-Senators Henry M. Jackson dessen Namen bekam.

### Modifikationen

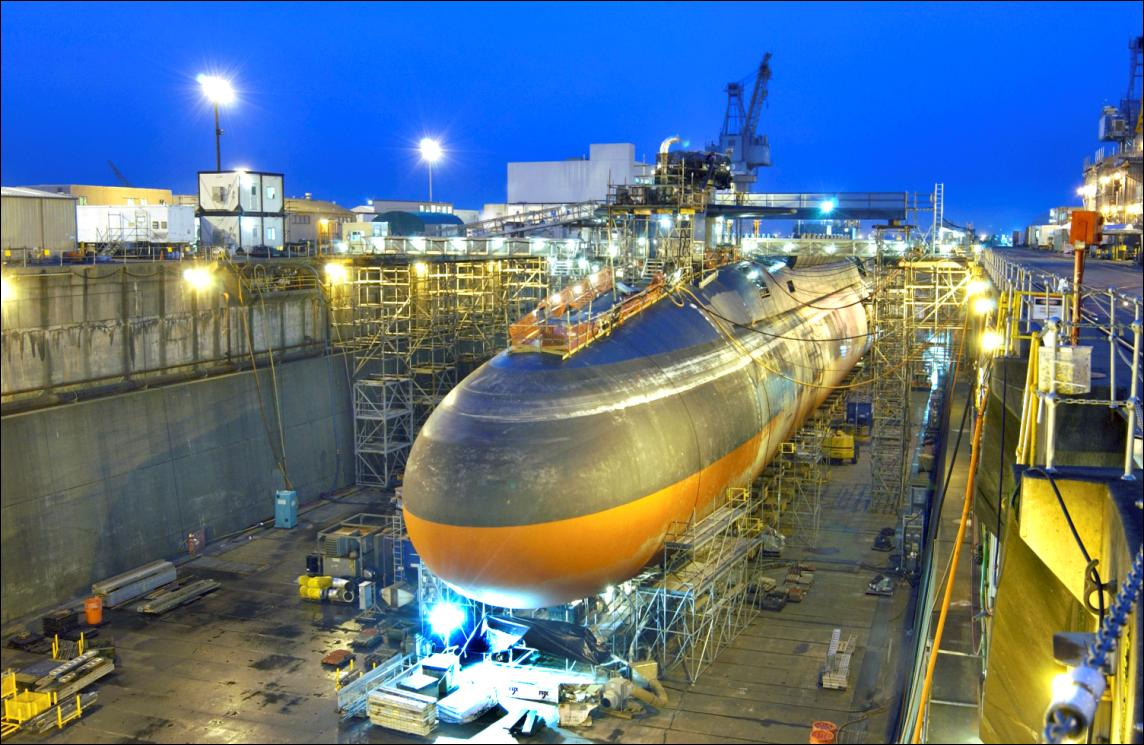
Ohio während der Umbauarbeiten zum SSGN im Trockendock

Die ersten acht Boote der Klasse sind für den Start der Trident I C4 vorgesehen, der ersten Variante dieser Atomrakete. Die letzten zehn Einheiten wurden von der Werft bereits für die stärkere und zielgenauere Trident II D5 ausgerüstet. Vier der ersten acht Boote wurden ab 1996 modifiziert, um ebenfalls die neuere D5-Version an Bord nehmen zu können, wodurch die C4 komplett aus dem Dienst zurückgezogen wurde. Der Umbau des letzten der vier Boote wurde 2006 abgeschlossen. Da die C4 von Beginn an als Übergangslösung vorgesehen war, wurden die ersten Ohios mit genug Platzreserve gebaut, um die vor allem in der Länge und im Durchmesser vergrößerte Version D5 nach der Umrüstung tragen zu können.
Bereits 1994 wurde im Nuclear Posture Review, einer Evaluierung der Stellung der Atomwaffen des United States Department of Defense, entschieden, dass zur Abschreckung in den Zeiten nach dem Ende des Kalten Krieges 14 SSBN genügen würden. So sollten nach der Ratifizierung des 1993 beschlossenen Abrüstungsvertrages START II die ersten vier Boote 2002 und 2003 außer Dienst gestellt werden. Nachdem die russische Duma die Ratifizierung immer weiter verzögerte und da sich die U-Boote noch in gutem Zustand befanden, setzte 1999 ein Umdenken ein. Der Kongress der Vereinigten Staaten genehmigte Gelder zur Erstellung einer Konzeptstudie, die untersuchen sollte, ob sich aus den vier Booten Plattformen für den Abschuss von Marschflugkörpern machen ließen. Ein Jahr später wurden weitere Mittel für eine Designstudie bewilligt, 2001 dann erste Mittel für den tatsächlichen Umbau von vier Booten.
Dazu wurden die ursprünglichen Trident-Startrohre entfernt und Starter für je sieben Flugkörper pro ehemaliger Trident-ICBM installiert. Zwei der ehemaligen Rohre wurden außerdem als Ein- und Ausstiegsluke für Taucher umgerüstet, so dass die Boote Spezialoperationen ausführen können. Die Kosten für die Umrüstung liegen bei ca. 700 Mio. Dollar pro Boot. Die ersten beiden Boote wurden in der Puget Sound Naval Shipyard umgebaut, das zweite Paar lief dazu die Norfolk Naval Shipyard an. Dadurch entstanden die ersten SSGN (Ship Submersible Guided Missile Nuclear) der US Navy seit der 1960 in Dienst gestellten USS Halibut.
Die Ohio ging der Flotte als erstes SSGN Ende 2005 zu, die Georgia 2008 als letztes.

### Einsatzzeit

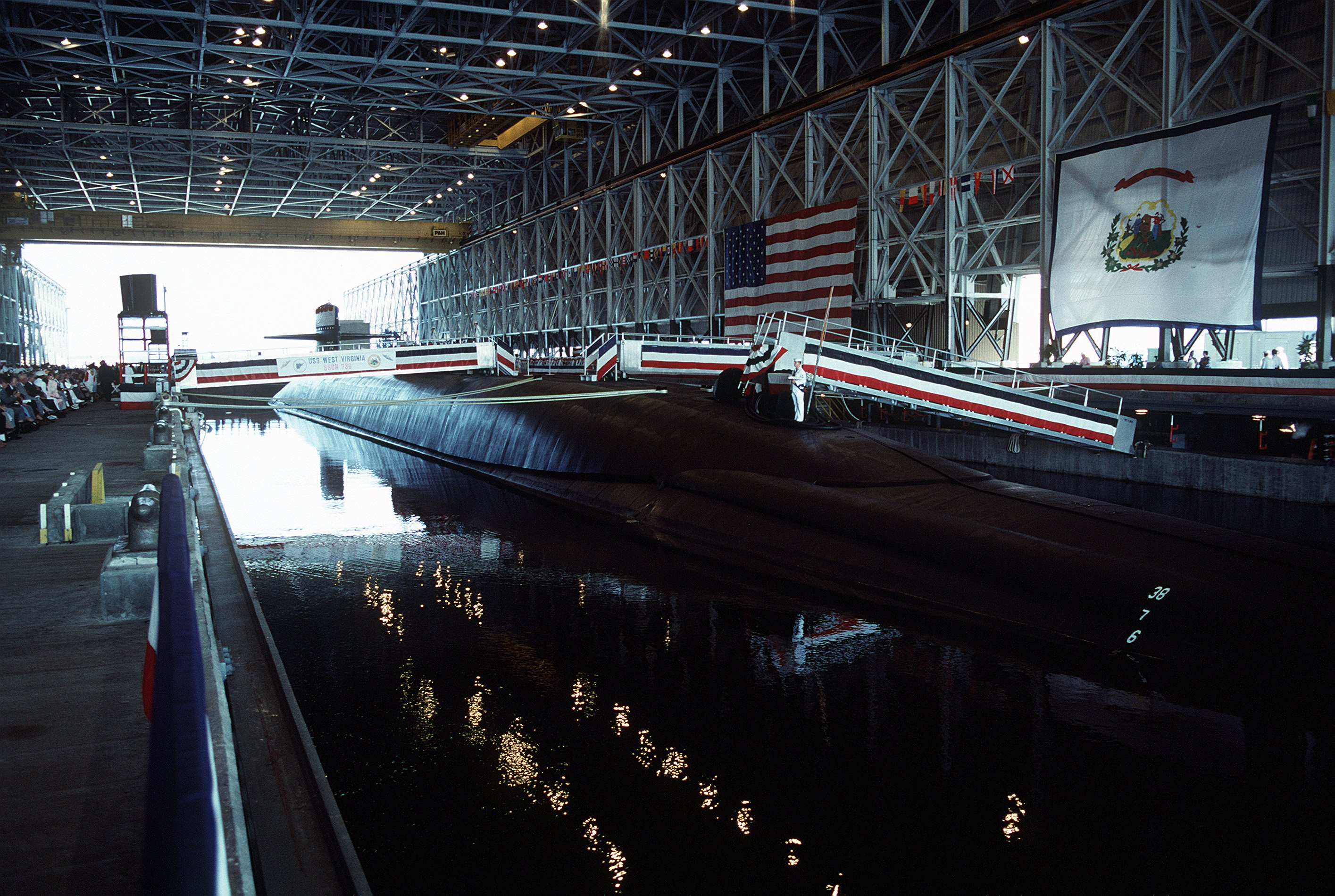
West Virginia bei der Indienststellung

Die Boote der Ohio-Klasse ersetzten zu Beginn der 1980er-Jahre die Boote der Klassen George Washington und Ethan Allen, die allesamt noch die erste U-Boot-gestützte Interkontinentalrakete überhaupt, die UGM-27 Polaris trugen. Die verbleibenden Jahre des Kalten Krieges ergänzten die zugehenden Boote der Ohio-Klasse die 31 Boote der Lafayette-Klasse, von denen die letzten 1995 außer Dienst gestellt wurden.
Für die Boote der Ohio-Klasse war ursprünglich – wie es bei US-Kriegsschiffen standardmäßig angenommen wird – eine Einsatzdauer von 30 Jahren vorgesehen. Bereits 1995 untersuchte die US Navy die Möglichkeit, die Dienstzeit der Boote auf bis zu 40 Jahre auszudehnen. Ab 1998 ging die Navy dann offiziell davon aus, die Boote 42 Jahre in Dienst halten zu können, geteilt in zwei 20-jährige Einsatzfenster mit einer Überholung dazwischen. Diese Verlängerung konnte erreicht werden, da sich die Boote weit weniger schnell abnutzten als Jagd-U-Boote (SSN). Einer der Gründe hierfür ist der sehr viel „ruhigere“ Modus Operandi. Die Ohios ziehen auf ihren Patrouillen ihre Kreisbahnen bei stetiger Geschwindigkeit und auf gleicher Tiefe. Gleichzeitig tauchen sie weniger tief ab als SSN und sind somit weniger Druck ausgesetzt. Da vorherige SSBN bereits vor dem Ablauf der 30-jährigen angenommenen Dienstzeit auf Grund von Abrüstungsverträgen außer Dienst gestellt wurden, war die längere Laufzeit bei den Ohios erstmals von Bedeutung.
2010 begann die US-Navy unter der Bezeichnung SSBN-X mit der Entwicklung eines Nachfolgers für die Ohio-Klasse. Diese wird seit 2016 als Columbia-Klasse bezeichnet und soll ab 2030 zur Verfügung stehen.

## Technik

### Rumpf

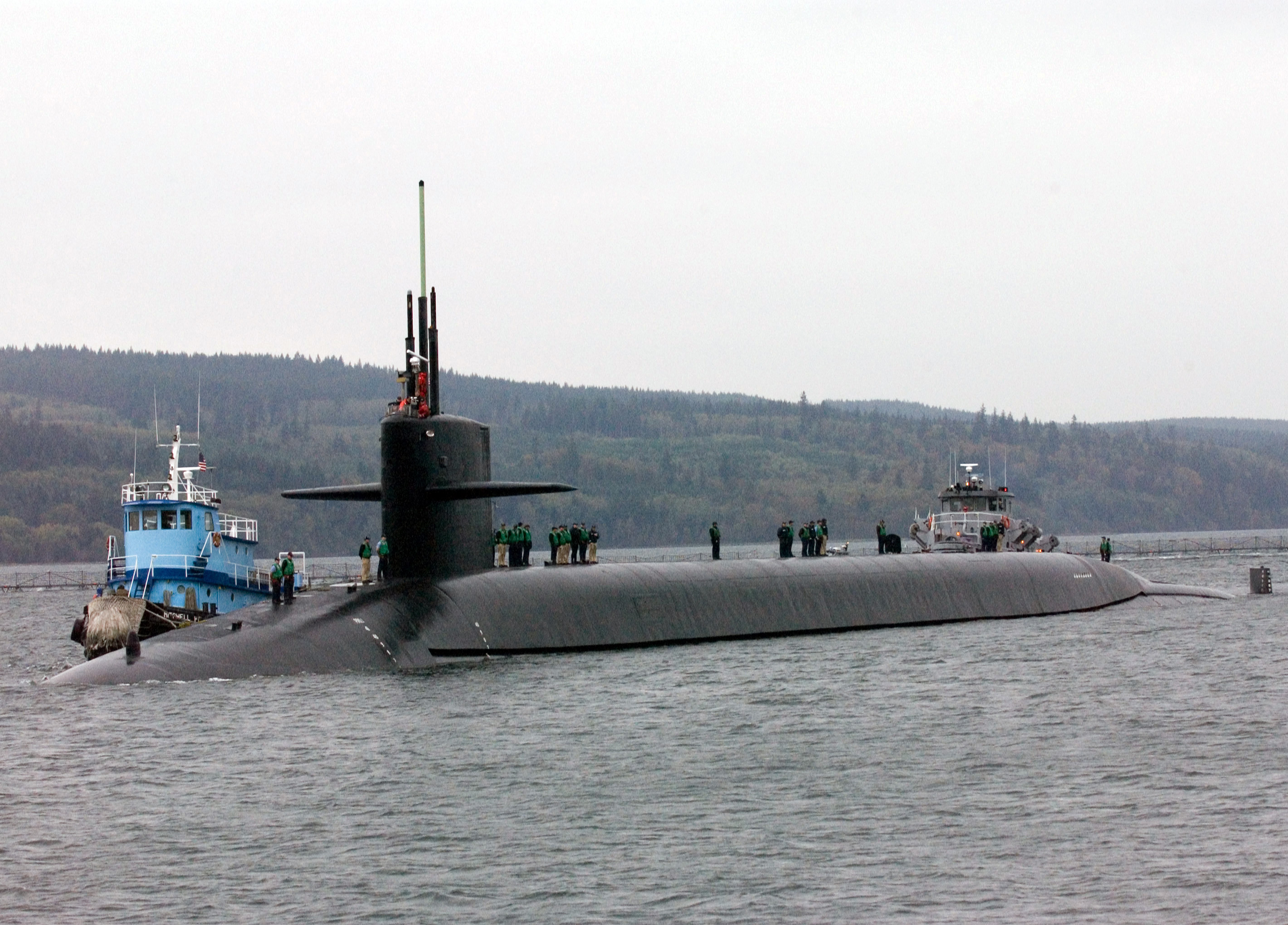
Die Louisiana

Der Rumpf eines Bootes der Ohio-Klasse ist 170 m lang und 12,8 m breit. Die Druckhülle ist wie schon bei den Jagd-U-Booten der Los-Angeles-Klasse grundsätzlich zylindrisch mit abschließenden Kappen an den Enden und wird von kreisförmigen Querspanten gestützt. Neben der inneren Druckhülle haben die Boote auch noch eine freiflutende äußere Rumpfschicht, in die die Hauptballasttanks eingearbeitet sind. Zwischen den Hüllen liegen außerdem am Bug die Sonaranlage und am Heck die Antriebswelle, die mittels einer Stopfbuchse aus der Druckhülle geführt wird. Die Druckhülle besteht aus hochelastischem HY-80-Stahl. Das bedeutet, dass der Stahl eine garantierte Streckgrenze von 80.000 psi (rund 552 N·mm−2) aufweist. Dies ist die Grenze von Werkstoffen, bis zu der keine bleibende Verformung auftritt. Ein weiterer Vorteil dieses Stahls, der vor allem für den Schiffbau eingesetzt wird, ist die gute Schweißbarkeit. Das gesamte Boot wird in einer Magnetic Silencing Facility genannten Anlage weitestgehend entmagnetisiert, um eine Erfassung durch feindliche Magnetometer (engl. Magnetic Anomaly Detector, MAD) zu verhindern.
Hinter dem Turm ist – im Unterschied zu Jagd-U-Booten – eine Sektion eingearbeitet, in der die Raketenschächte untergebracht sind und die von außen durch einen leichten Buckel erkennbar ist. Getaucht verdrängt eine Ohio 18.750 ts und damit mehr als doppelt so viel wie ihre Vorgänger der Lafayette-Klasse. Ähnliche Maße erreichen ansonsten nur die parallel von der Sowjetunion geplanten und gebauten SSBN der Typhoon-Klasse, die einige Meter länger und fast doppelt so breit sind und über 26.000 ts verdrängen.
Die Tiefenruder der Boote sind am Turm angebracht, weitere Steuereinrichtungen befinden sich am Heck; in einem Steuerkreuz sind dort Tiefen- und Seitenruder installiert. Die Tauchtiefe wird offiziell mit 800+ ft – also rund 250 m – angegeben, tatsächlich dürften die Boote 300 m oder tiefer tauchen können.
In der Forward Compartment genannten vorderen Abteilung, die sich vom Bug bis hinter den Turm erstreckt, bietet der Rumpf genug Platz für vier Decks. Dort befinden sich sämtliche Kommando- und Kontrollräume wie die Brücke, die Sonar-, Funk- und Raketenkontrollräumlichkeiten sowie der Torpedoraum. Außerdem liegen dort die Quartiere der Offiziere und die Offiziermesse sowie die Speise- und Aufenthaltsräume der Mannschaften und der erste Hilfsmaschinenraum. Direkt achtern des Turms schließt sich das Missile Compartment an. Diese größte Abteilung nimmt rund die Hälfte des Schiffes ein. Auf Grund der dort befindlichen senkrechten Raketenschächte wird der Raum auch Sherwood Forest genannt. Neben den Schächten befinden sich dort außerdem die Quartiere der Mannschaften, Lagerräume und der zweite Hilfsmaschinenraum. An den Sherwood Forest schließt sich die Reaktorabteilung an, die von den angrenzenden Räumen abgeschirmt ist. Der Aufenthalt in diesen Bereichen ist streng reglementiert. Achtern davon liegt noch der Maschinenraum mit dem nicht-nuklearen Sekundärkreislauf und den Turbinen sowie der Antriebswelle, die ganz achtern durch die Druckhülle austritt.

### Antrieb
Die Ohio-U-Boote werden von zwei Dampfturbinen angetrieben, die 60.000 HP (etwa 45 MW) leisten und auf eine Welle wirken. Als Antriebsquelle dient ein Druckwasserreaktor vom Typ S8G. S steht dabei für den Schiffstyp, hier Submarine, 8 für die Reaktorgeneration und das G für den Hersteller, General Electric. Damit erreichen die U-Boote laut offiziellen Angaben Geschwindigkeiten von mehr als 20 kn, die faktische Geschwindigkeit liegt bei rund 25 kn.
Gegen Antriebsgeräusche, die bei U-Booten maßgeblich zur Geräuschentwicklung beitragen, wurden mehrere Maßnahmen getroffen: Der Propeller besteht aus sieben langen, sichelförmigen Blättern aus Bronze, die sich auch bei hohen Geschwindigkeiten langsam drehen, um Kavitation zu vermeiden. Je nach Geschwindigkeit wird eine von zwei verschiedenen Turbinen angesteuert, um in jeder Situation nur so viel Lärm zu verursachen, wie unumgänglich ist. Die Turbinen selbst und auch andere sensible Antriebsteile sind auf einem „Floß“ gelagert, das Vibrationen dämpft, bevor diese über den Rumpf ins Wasser übertragen werden können. Bei langsamen bis mittleren Geschwindigkeiten können außerdem die Reaktorpumpen abgeschaltet werden, da die natürliche Konvektion der Kühlflüssigkeit ausreicht, um sie durch den Reaktor zu transportieren. Diese Funktion wurde erstmals im Reaktor auf der USS Narwhal erprobt und auf den Ohios dann serienmäßig eingesetzt.
Für den Fall eines Reaktorausfalls gibt es eine große Anzahl an Batterien im Boden des Bootes, um Strom für das Wiederanfahren des Reaktors zur Verfügung zu haben. Zusätzlich hat jedes Boot einen 325 hp starken Hilfsmotor, produziert von Magnatek, der in solchen Fällen eingesetzt werden kann.

### Bewaffnung

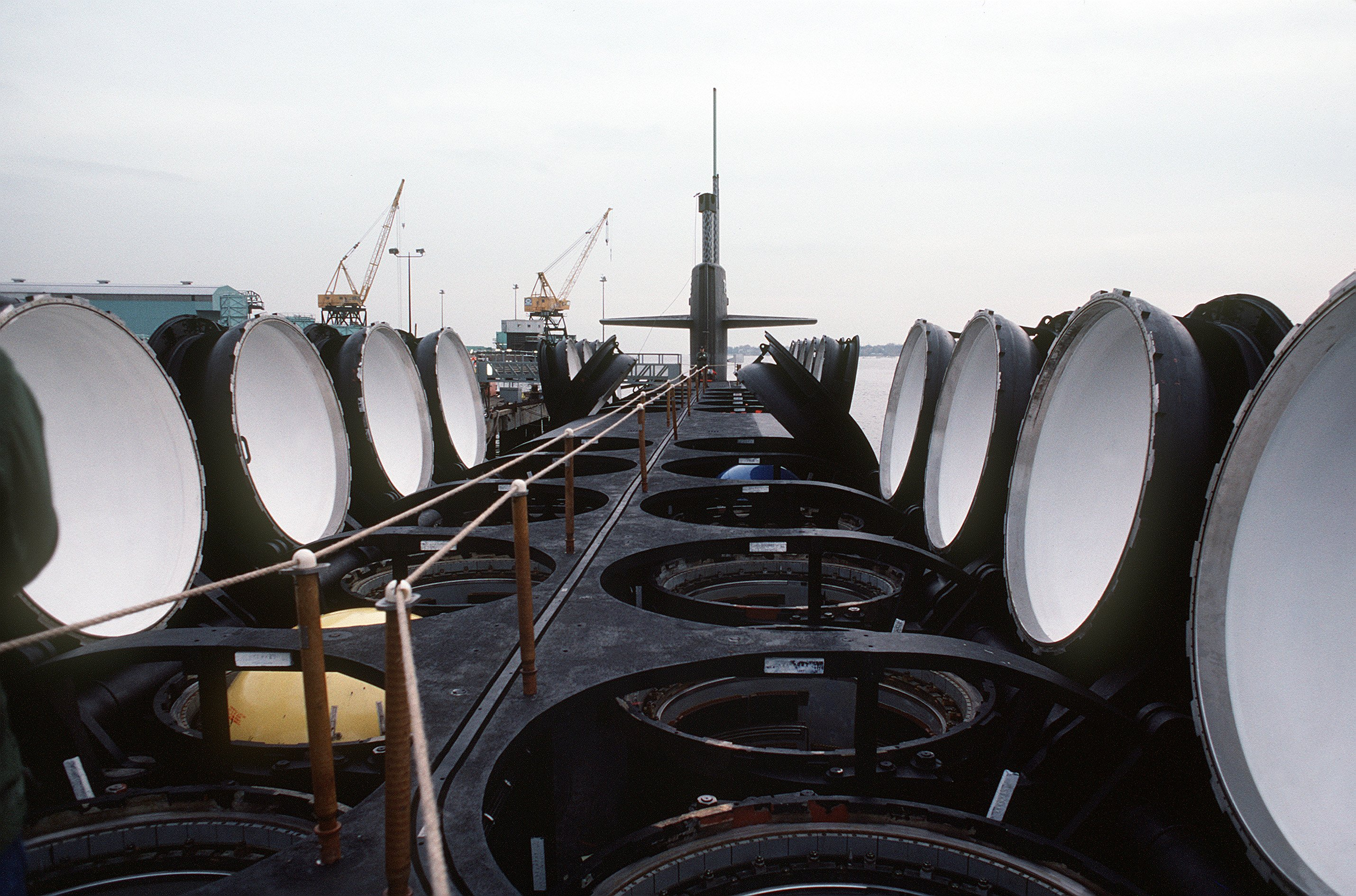
Die geöffneten Raketenschächte der Ohio

Die Hauptbewaffnung der Boote der Ohio-Klassen sind 24 U-Boot-gestützte Interkontinentalraketen vom Typ Trident, die in zwei Reihen zu je zwölf vertikalen Startrohren gelagert sind. Der Start ist getaucht möglich, ebenfalls möglich sind Mehrfachstarts. Nicht möglich hingegen ist das Nachladen auf See, hierfür wird ein Ladekran benötigt, der die Raketen von außen in die Schächte absenkt. Die ersten acht gebauten Boote waren zu Beginn für die Trident I C4 ausgerüstet. Diese 10,2 m lange und 33 t schwere Rakete mit einem Durchmesser von 1,8 m hat eine Reichweite von 7400 km und dabei eine Treffgenauigkeit von 380 m. Sie kann acht voneinander unabhängige Gefechtsköpfe des Typs W76 mit einer Sprengkraft von jeweils bis zu 100 kt TNT-Äquivalent tragen.

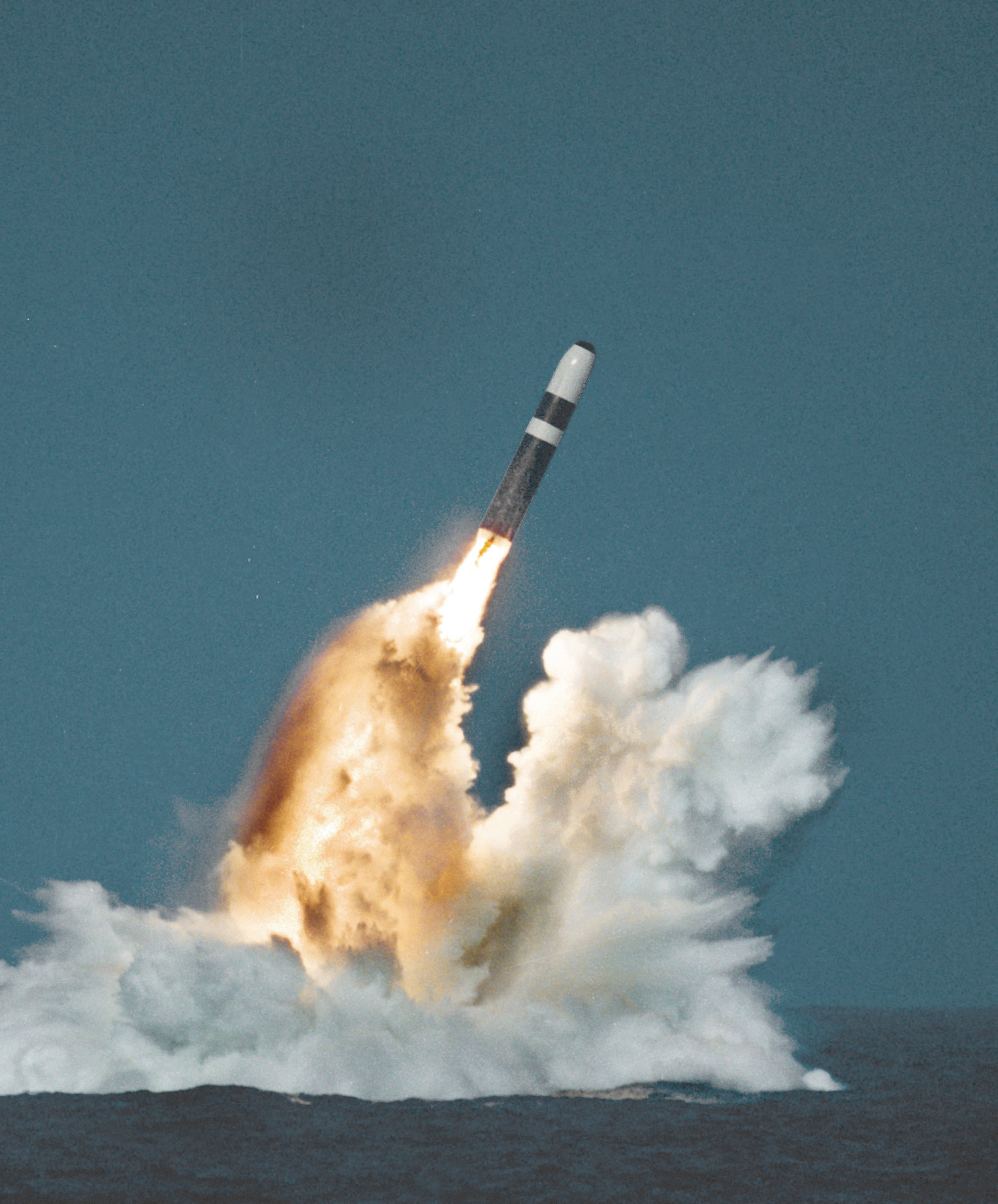
Start einer Trident II D5 von einer getauchten Ohio

Die vier modernisierten frühen Boote und alle späteren zehn Boote können die modernere Trident II D5 abfeuern. Diese ist 13,4 m lang bei einem Durchmesser von 2,1 m und einer Masse von 58,5 t. Sie ist mit einer Treffgenauigkeit von 90 m genauer, hat mit 12.000 km eine größere Reichweite und kann außerdem acht Gefechtsköpfe vom Typ W88 tragen, die eine Sprengkraft von bis zu 475 kt erreichen. Die von jedem Trident-U-Boot mitgeführte äquivalente Sprengkraft übertrifft damit die Sprengkraft aller während des Zweiten Weltkriegs eingesetzten konventionellen Sprengstoffe.
Bei den vier zu SSGN umgebauten Booten wurden 22 der 24 Rohre umgerüstet, um daraus ebenfalls getaucht Marschflugkörper vom Typ UGM-109 Tomahawk starten zu können. Da ein Tomahawk nur sechs Meter lang ist und im Querschnitt 50 cm misst, können pro Schacht sieben Flugkörper untergebracht werden, so dass ein Ohio 154 Marschflugkörper transportieren kann. Die zwei restlichen Rohre sind zu Ein- und Ausstiegsluken für Kampftaucher umgerüstet worden, womit die Boote für Spezialoperationen geeignet sind. Für solche Missionen kann jedes Boot auch zwei Dry Deck Shelter außerhalb der Druckhülle mitführen.
Allen Booten gemein sind vier Torpedorohre zur Selbstverteidigung. Sie befinden sich im Bug etwa unter dem Turm und sind leicht nach außenbords abgewinkelt. Diese Rohre mit einem Durchmesser von 533 mm verschießen den Mark-48-Schwergewichtstorpedo zum Einsatz gegen U-Boote und Überwasserschiffe. An Bord befinden sich rund ein Dutzend Waffen dieses Typs.

### Elektronik

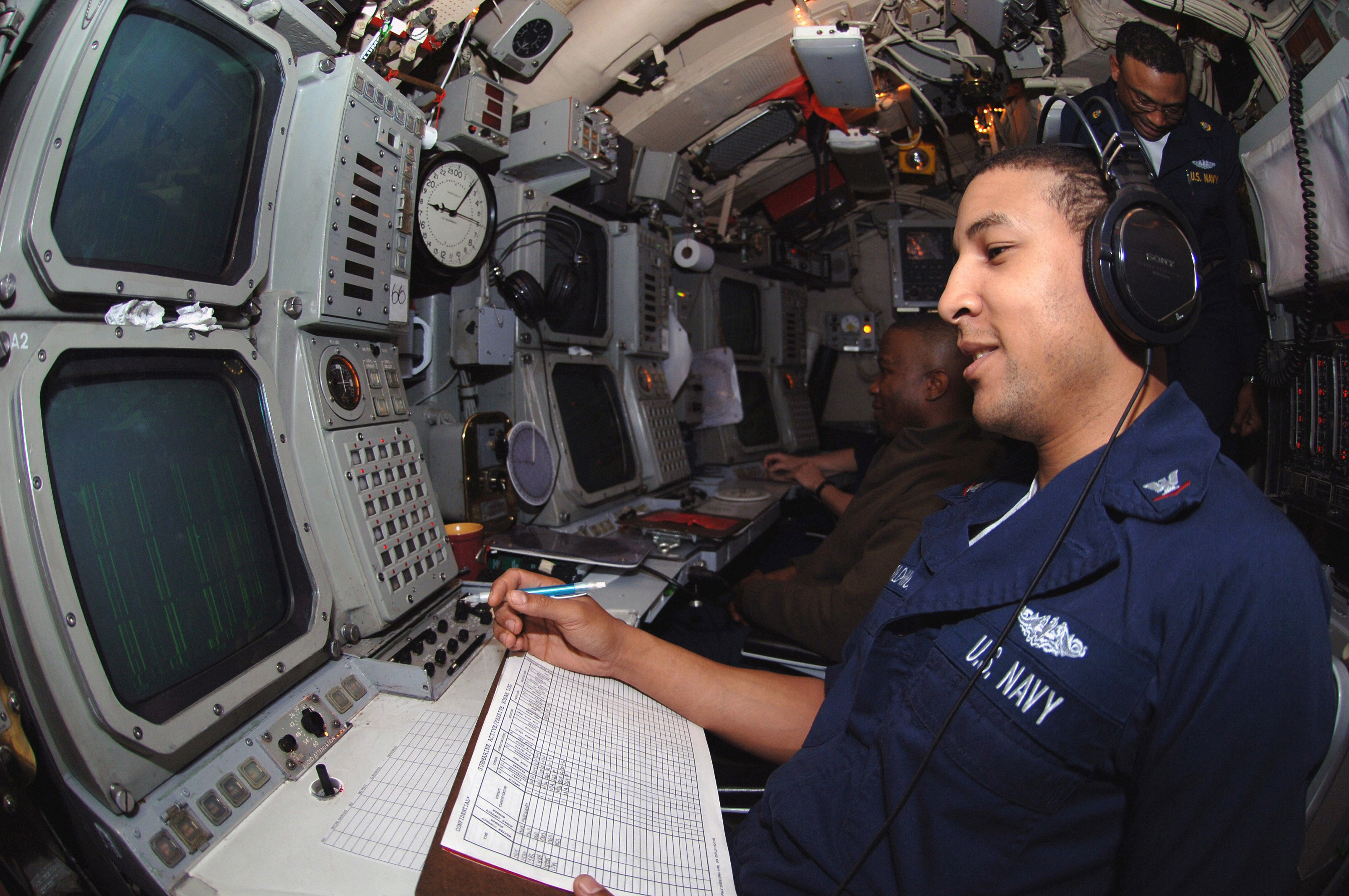
Sonardisplays der Florida

Das Haupt-Sonarsystem der Boote der Ohio-Klasse ist das BQQ-6, das aus einem Kugelsonar im Bug besteht. Dieses kann zur Suche nach Zielen nur passiv eingesetzt werden; einen aktiven Modus, wie er auf Jagd-U-Booten eingesetzt wird, besitzt das System hier nicht. Zusätzlich gibt es die Sonartypen BQS-13 und -15 sowie BQR-19. BQR-19 ist ein aktives, auf kurze Distanz wirkendes Navigationssonar, die beiden BQS-Systeme sind passiv zur Feuerleitung für die Torpedos (-13) und aktiv auf Hochfrequenzen zur Verwendung unter Eis sowie zum Aufspüren von kleinen Objekten wie Minen (-15). Während der Patrouille kann außerdem ein Schleppsonar ausgefahren werden, das in den toten Winkel hinter dem Boot lauschen und so etwaige Verfolger aufspüren kann.
Aus dem Turm können mehrere Masten ausgefahren werden. Diese können nur verwendet werden, wenn sie die Wasseroberfläche durchbrechen können, dazu muss sich das Boot auf Periskoptiefe (ca. 20 m) oder höher befinden. Zur visuellen Erkundung der Oberfläche existieren zwei Periskope, eines für Angriffssituationen mit kleinem Suchkopf, um den Radarquerschnitt zu minimieren sowie ein größeres Suchperiskop. Zur Navigation an der Oberfläche, etwa zum Einlaufen in einen Hafen, gibt es außerdem ein Radarsystem, das auf dem I-Band sendet. Im Gegensatz dazu lässt sich an einem Mast eine Radarwarnanlage ausfahren, um – etwa vor dem Auftauchen – nach aktiven Radarquellen wie feindlichen Kriegsschiffen zu suchen.
Zur Kommunikation gibt es mehrere Antennen, die außer für normale Funkfrequenzen auch für Satellitenfunk benutzbar sind. Falls das Boot tief unter Wasser fährt, so dass es mit herkömmlichen Mitteln nicht zu erreichen ist, kann eine Schleppantenne Signale auf Längstwelle empfangen. Da durch die äußerst geringe Bandbreite des Längstwellensignals nur eine sehr eingeschränkte Kommunikation möglich ist, werden die Boote damit nur zum Auftauchen auf Periskoptiefe gerufen, wo sie dann mittels herkömmlicher Sender kommunizieren können. Zur Positionsbestimmung führt jedes Ohio zwei Trägheitsnavigationsgeräte mit, für eine exaktere Bestimmung, deren Daten etwa direkt vor dem Start in die Interkontinentalraketen eingespeist werden, gibt es außerdem Systeme zum Empfang von Satellitennavigationsdaten.

## Einsatzprofil

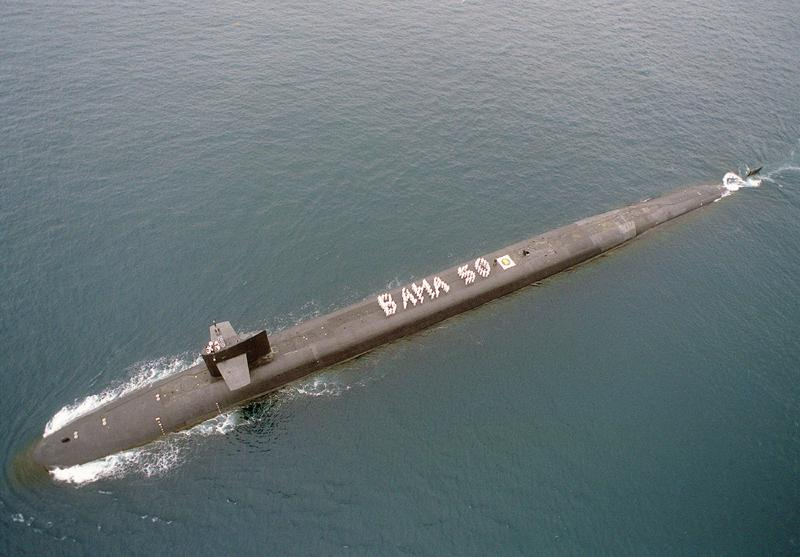
Alabama nach ihrer 50. Abschreckungs-Patrouille

Die SSBN der Ohio-Klasse wurden zur Aufrechterhaltung der Politik der nuklearen Abschreckung gebaut. Dazu fahren die Boote in festgelegte Patrouillengebiete, in denen sie beständig umherkreisen und auf den Befehl warten, ihre Atomraketen einzusetzen. Da die Ohios die leisesten Boote der US Navy sind, werden solche Fahrten ohne Geleitschutz durch Jagd-U-Boote durchgeführt. Eine Patrouille dauert zwei bis drei Monate, in den folgenden drei bis vier Wochen liegt das Schiff im Hafen, um kleinere Reparaturen sowie das Auffüllen der Vorräte zu ermöglichen. Danach beginnt eine neue Patrouille. Die ersten Einheiten der Klasse erreichten nach rund 15 Dienstjahren die Marke von 50 abgeschlossenen Patrouillenfahrten.
Dank der globalen Reichweite der Raketen wurden die Ohios nicht wie noch ihre Vorgänger forward deployed, also in vorgeschobenen Basen wie Rota in Spanien oder Apra Harbor auf Guam stationiert. Stattdessen lagen die Heimathäfen der Boote von Beginn an auf dem amerikanischen Festland. Heute sind die Boote der Pazifikflotte in der Naval Base Kitsap im US-Bundesstaat Washington und die der Atlantikflotte in der Naval Submarine Base Kings Bay im Bundesstaat Georgia stationiert.
Besonderes Interesse besteht an den SSBN aufgrund ihrer Fähigkeit, Atomraketen sehr dicht an gegnerisches Territorium heranzutragen. Die entsprechend kurze Reaktionszeit des Angegriffenen führt bei einem Erstschlag zu strategischen Vorteilen. Außerdem sind die Boote mobil und damit durch einen Erstschlag des Gegners schwerer zu zerstören als landgestützte Systeme, weshalb sie wesentlich zu einer Zweitschlagskapazität beitragen. Auf Grund der globalen Reichweite der Raketen können diese aber auch aus heimischen Gewässern abgefeuert werden, wo die U-Boote vor Angriffen feindlicher Streitkräfte sehr sicher sind. Dies sicherte die Politik des Gleichgewichts des Schreckens. Aus diesem Grund trugen die Ohios im Jahre 2000 etwa 50 % der einsatzbereiten Sprengköpfe aus dem Arsenal der US-Streitkräfte.
Die neuen SSGN hingegen können durchaus auch im Rahmen von Kampfgruppen agieren. Ihre Geschwindigkeit von 25 Knoten erlaubt es ihnen, die Marschgeschwindigkeit von Flugzeugträgerkampfgruppen zu halten und diese um Kapazitäten für Landangriffe zu bereichern. Da die Boote sehr leise und damit kaum zu orten sind, können sie auch für die Aussetzung von Navy SEALs innerhalb feindlicher Gewässer genutzt werden. Als Jagd-U-Boote sind sie trotz der vier Torpedorohre weniger geeignet, da sie aufgrund ihres Baukonzepts nicht ausreichend manövrierfähig sind. Der erste Kriegseinsatz eines der Boote war die Operation Odyssey Dawn 2011.

## Besatzung

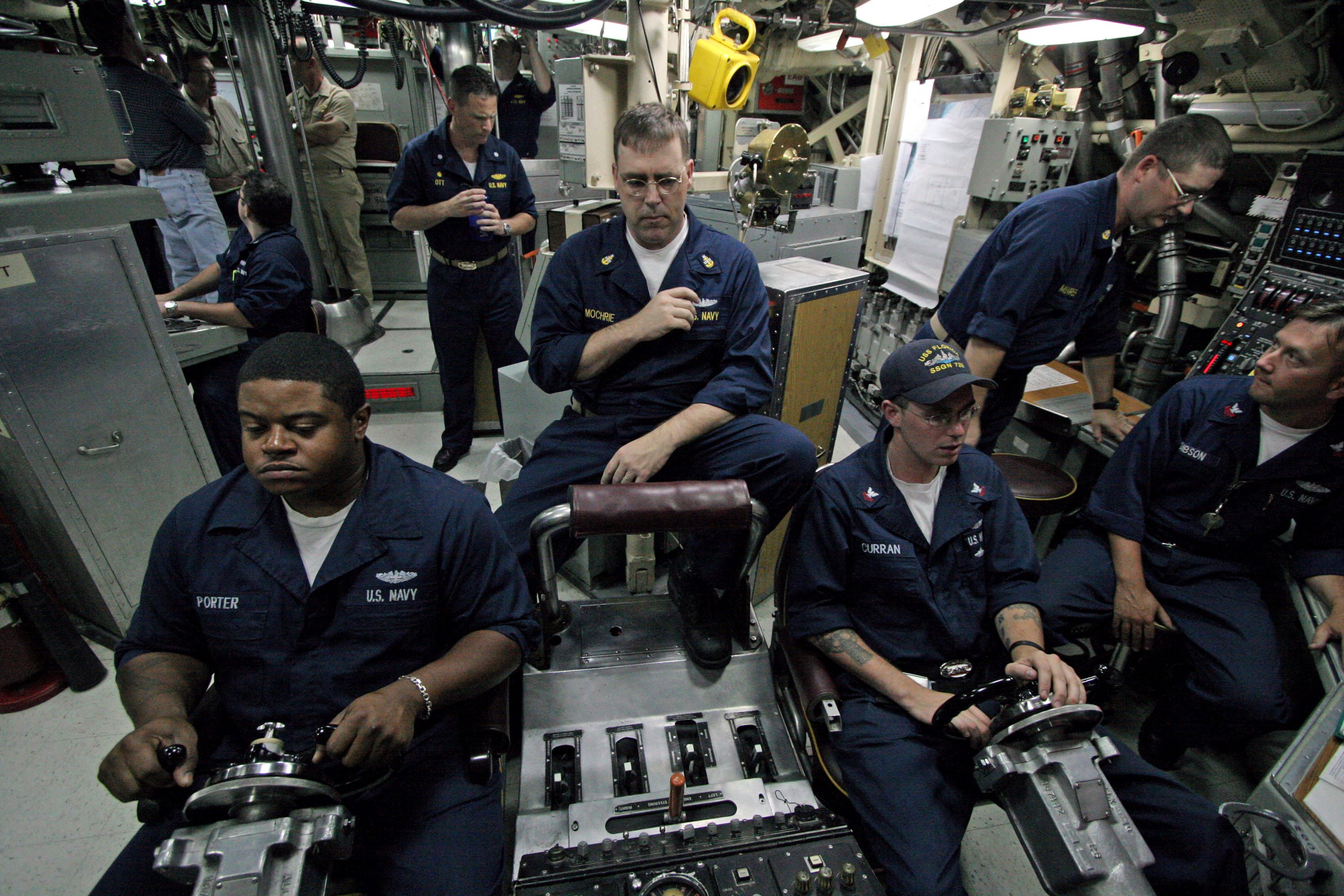
Kontrollraum der Florida

Auf einer Patrouillenfahrt befinden sich rund 160 Menschen an Bord eines U-Bootes der Ohio-Klasse. Davon sind zwischen 14 und 17 Offiziere und rund 140 Mannschaften, davon wiederum rund 15 Chief Petty Officers. Diese drei Gruppen haben sowohl getrennte Quartiere als auch jeweils eigene Speise- und Aufenthaltsräume. Mannschaften schlafen in dreistöckigen Kojen, neun Mann pro Raum, die Offiziere mit zwei oder drei Mann pro Raum. Nur Kommandant und Erster Offizier können eine eigene Kabine beanspruchen.
Jedem Boot sind zwei komplette Besatzungen zugeteilt. Diese werden nach den traditionellen Farben der US Navy, Gold und Blau, als Gold Crew und Blue Crew bezeichnet. Während eine der Besatzungen auf Patrouille ist, hat die andere Landgang. Jeder Seemann bekommt so einerseits Zeit, mit seiner Familie zusammen zu sein, andererseits aber auch Gelegenheit, die nächste Patrouille vorzubereiten, während sich das Boot noch auf See befindet. Ein Seemann bleibt für die Zeit seiner Abordnung auf einer Ohio immer fest einer der Besatzungen zugeordnet. Der Grund für diese im Kalten Krieg eingeführte Regel besteht darin, dass das Boot zwischen zwei Fahrten so nur wenige Tage für Versorgung und Wartung im Hafen verbringen muss und damit schneller wieder einsatzbereit ist. Auch die SSGN behalten ihre Zwei-Crew-Routine bei.
Eine Wache dauert auf einem Ohio sechs Stunden, danach folgen sechs Stunden, die für Qualifikation und ähnliches verwendet werden können, darauf folgen sechs Stunden zum Schlafen. Damit dauert ein Bordtag nur 18 Stunden, was möglich ist, weil die Besatzung ohnehin kein Sonnenlicht sieht; während einer Standard-Patrouille taucht das U-Boot zum Beginn unter und erst unmittelbar vor der Rückkehr in den Hafen wieder auf.
Auf einer normalen, 60- bis 90-tägigen Fahrt befinden sich unter anderem rund 4500 l Frischmilch, 22.000 Eier, 3,5 t Fleisch, 400 kg Fisch, 2 t Kartoffeln und 2 t Gemüse sowie rund 400 kg Obst an Bord. Die Lebensmittel werden großteils tiefgefroren mitgeführt und in der Kombüse zubereitet. Frischwasser wird von einer Wasseraufbereitungsanlage an Bord erzeugt. Verwendet wird dieses zum Kochen, zur Zubereitung von Kaffee und zur Körperhygiene. Außerdem befinden sich in den Messen Softdrink-Automaten. Alkoholische Getränke sind an Bord komplett untersagt. Um all diese Dinge in möglichst kurzer Zeit laden zu können, hat jedes Boot drei Ladeluken, durch die Versorgungsgüter palettenweise an Bord gebracht werden können.
Da die Boote unter Wasser keine Fernsehsignale empfangen können, werden pro Fahrt außerdem rund 500 Spielfilme mitgeführt. Insbesondere im Fall der SSBN-Variante ist für die Besatzung auch der Kontakt mit den Familien erschwert: Es ist nicht möglich, Kontakt per Telefon oder Internet aufzunehmen, und da die Boote oft während der ganzen Patrouille getaucht bleiben, ist auch kein Posttransport möglich. Lediglich im Falle eines geplanten Auftauchens, etwa zu einem Personaltransfer, werden die Angehörigen benachrichtigt, so dass sie rechtzeitig Briefe aufgeben können, die auf das Rendezvous-Boot geflogen werden.

## Einheiten
| - USS Ohio (SSGN-726), Typschiff der Klasse - USS Michigan (SSGN-727) - USS Florida (SSGN-728) - USS Georgia (SSGN-729) - USS Henry M. Jackson (SSBN-730) | - USS Alabama (SSBN-731) - USS Alaska (SSBN-732) - USS Nevada (SSBN-733) - USS Tennessee (SSBN-734) - USS Pennsylvania (SSBN-735) | - USS West Virginia (SSBN-736) - USS Kentucky (SSBN-737) - USS Maryland (SSBN-738) - USS Nebraska (SSBN-739) - USS Rhode Island (SSBN-740) | - USS Maine (SSBN-741) - USS Wyoming (SSBN-742) - USS Louisiana (SSBN-743) |